# Лайнсвілл (Пенсільванія)
Лайнсвілл (англ. Linesville) — місто (англ. borough) в США, в окрузі Кроуфорд штату Пенсільванія. Населення — 962 особи (2020).

## Географія
Лайнсвілл розташований за координатами 41°39′23″ пн. ш. 80°25′20″ зх. д. / 41.65639° пн. ш. 80.42222° зх. д. (41.656445, -80.422357).  За даними Бюро перепису населення США в 2010 році місто мало площу 2,00 км², уся площа — суходіл.

## Демографія
Згідно з переписом 2010 року, у селищі мешкало 1040 осіб у 449 домогосподарствах у складі 273 родин. Густота населення становила 521 особа/км².  Було 516 помешкань (258/км²).
Расовий склад населення:
| - 97,2 % — білих - 0,7 % — корінних американців - 0,1 % — чорних або афроамериканців - 0,1 % — азіатів |

До двох чи більше рас належало 1,5 %. Частка іспаномовних становила 1,0 % від усіх жителів.
За віковим діапазоном населення розподілялося таким чином: 23,8 % — особи молодші 18 років, 55,3 % — особи у віці 18—64 років, 20,9 % — особи у віці 65 років та старші. Медіана віку мешканця становила 42,5 року. На 100 осіб жіночої статі у селищі припадало 92,9 чоловіків;  на 100 жінок у віці від 18 років та старших — 86,4 чоловіків також старших 18 років.
Середній дохід на одне домашнє господарство  становив 49 502 долари США (медіана — 43 333), а середній дохід на одну сім'ю — 65 276 доларів (медіана — 55 880). Медіана доходів становила 46 250 доларів для чоловіків та 25 313 долари для жінок. За межею бідності перебувало 8,2 % осіб, у тому числі 0,0 % дітей у віці до 18 років та 5,8 % осіб у віці 65 років та старших.
Цивільне працевлаштоване населення становило 419 осіб. Основні галузі зайнятості: освіта, охорона здоров'я та соціальна допомога — 22,4 %, мистецтво, розваги та відпочинок — 15,3 %, виробництво — 14,3 %.